# Санта-Круз (округ, Аризона)
Са́нта-Круз или Са́нта-Крус (англ. Santa Cruz County) — округ в штате Аризона, США.

## Описание
Округ, самый маленький в штате, расположен в южной части Аризоны, с запада и севера граничит с округом Пима, с востока — с округом Кочис, с юга — с Мексикой. Назван в честь одноимённой реки. Столица и крупнейший город — Ногалес. Открытые водные пространства составляют 1 км² (0,04% от общей площади округа в 3207 км²). На территории округа находится почти два десятка заброшенных поселений.

## История
Округ был образован 15 марта 1899 года путём отделения южной части округа Пима. Santa Cruz переводится с испанского как Святой крест. C 1915 года проводится ежегодная окружная ярмарка-родео.

## Транспорт
Через округ проходят следующие крупные автодороги:
- автомагистраль I-19
- трасса Arizona State Route 82
- трасса Arizona State Route 83
- трасса Arizona State Route 287

## Демография
1900 год — 4545 жителей

1910 — 6766 (+48,9%)

1920 — 12 689 (+87,5%)

1930 — 9684 (-23,7%)

1940 — 9482 (-2,1%)

1950 — 9417 (-0,7%)

1960 — 10 808 (+14,8%)

1970 — 13 966 (+29,2%)

1980 — 20 459 (+46,5%)

1990 — 29 676 (+45,1%)

2000 — 38 381 (+29,3%)

2004 — 40 784 (+6,26%)

2010 — 47 420 (+16,3%)

2011 — 47 676 (оценка)
Расовый состав:
- Белые — 73,5%
- Афроамериканцы — 0,4%
- Азиаты — 0,5%
- Коренные американцы — 0,7%
- Гавайцы или уроженцы Океании — 0,0%
- Две и более расы — 2,0%
- Прочие — 22,9%
- Латиноамериканцы (любой расы) — 82,8%

## Достопримечательности
- Национальный исторический парк Тумакакори (англ. Tumacácori National Historical Park)
- Национальный лес Коронадо (англ. Coronado National Forest) (частично)
- англ. Las Cienegas National Conservation Area (частично)